# Musikalische Bibliothek

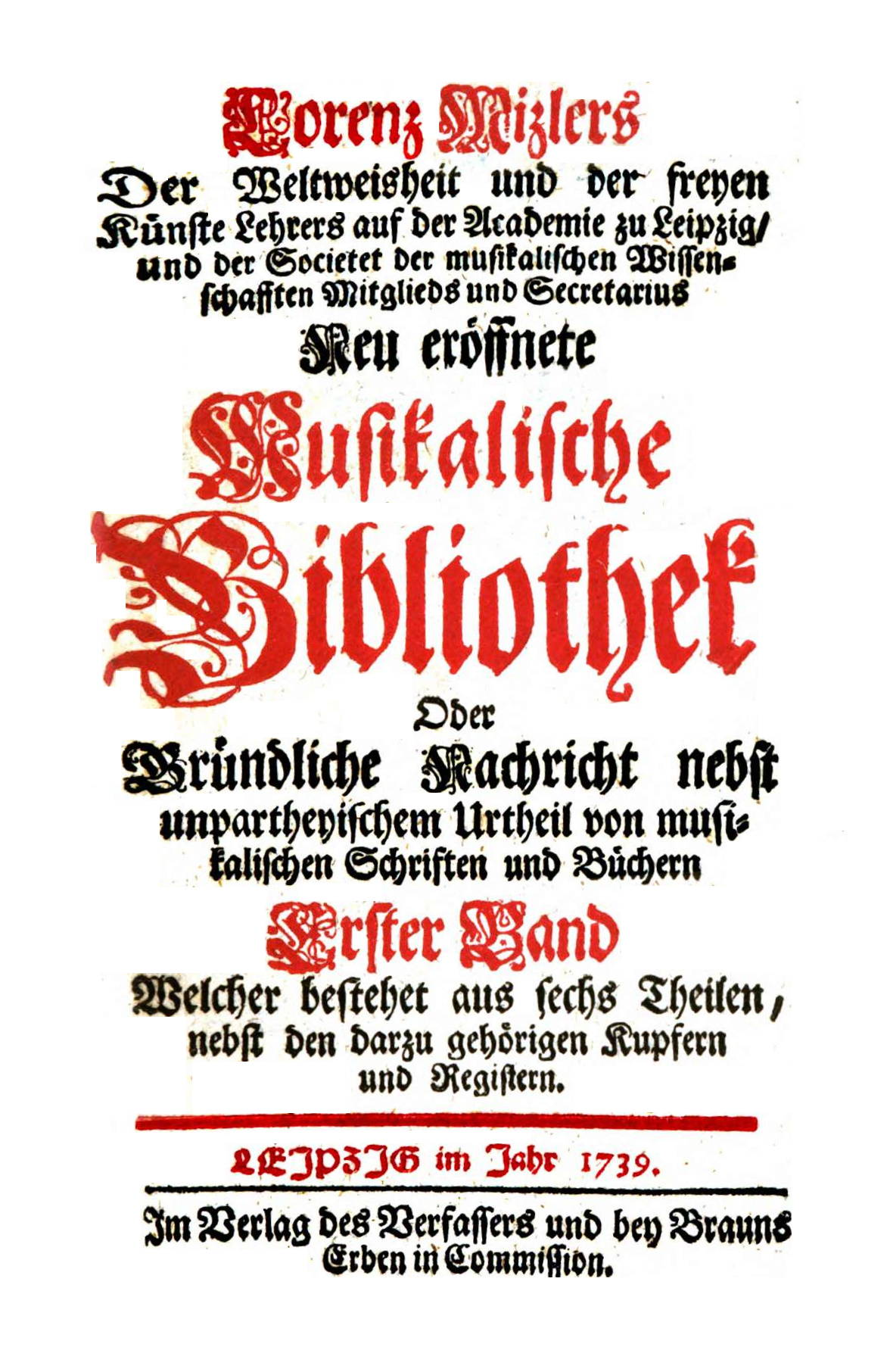
Titelblatt der Ausgabe von 1739

Die Musikalische Bibliothek wurde vom Philosophen und Musikwissenschaftler Lorenz Christoph Mizler als musikwissenschaftliche Zeitschrift angelegt.

## Zielsetzung
Die Musikalische Bibliothek erschien unregelmäßig im Zeitraum 1736 bis 1754. Mit den insgesamt 111 Zeitschriftenbeiträgen verfolgte der Hauptautor Mizler vornehmlich das Ziel, einen Literaturüberblick über wichtige Bücher der Vergangenheit und der Gegenwart, insbesondere aus den Bereichen Musiktheorie und Musikwissenschaft zu geben. Er wies auch auf die ihm wichtig erscheinenden Ereignisse des Musiklebens hin. Nachdem Mizler 1738 die Correspondierende Societät der musicalischen Wissenschaften gegründet hatte, diente die Zeitschrift ebenfalls als Veröffentlichungsorgan dieser Gesellschaft. Sowohl die beiden Fassungen der Societätssatzung, deren Geschichte und Nekrologe auf verstorbene Mitglieder wurden hier satzungsgemäß veröffentlicht. Da auch Johann Sebastian Bach Mitglied der Societät war, ist hier erstmals ein ausführlicher Lebenslauf des Komponisten veröffentlicht.

## Schwerpunkte
Ein Drittel des Gesamtumfangs besteht aus vier umfangreichen Beiträgen zu Schriften und Themen, die auf mehrere Teile der Zeitschrift verteilt sind:
1. Ausführliche Zusammenfassung und Rezension von Johann Matthesons Der Vollkommene Capellmeister, Hamburg 1739.[3]
2. Diskussionen über die Komposition von Opern.[4]
3. Teil-Übersetzung und Rezension von Leonhard Eulers, Tentamen novae theoriae musicae ex certissimis harmoniae principiis dilucide expositae, St. Petersburg 1739.[5]
4. Vorstellung eines Werkes von Wolfgang Caspar Printz, Exercitationes Musicae Theoretico Practicae Curiosae de Concordantiis Singulis[,] Das ist Musikalische Wissenschafft und Kunstübungen von iedweden Concordantien, Dresden 1689.[6]

Auch die vorgestellten Quellen zur antiken Musiktheorie  und die Rezensionen zu fünf Werken von Andreas Werckmeister nehmen einen gewichtigen Raum in der Musikalischen Bibliothek ein.

## Aufbau
Die 111 Zeitschriftenbeiträge der 15 Zeitschriftenausgaben erschienen zunächst in einzelnen Teilen und wurden danach zu vier Bänden mit dreifachen Registern zusammengefasst (im letzten Band fehlen die Register):
- Teil 1 (1736)
- Teil 2 (1737)
- Teil 3 (1737)
- Teil 4 (1738)
- Teil 5 (1738)
- Teil 6 (1738)
- Band I, Teile 1–6 (1739)
  - Teil 1 (1740)
  - Teil 2 (1742)
  - Teil 3 (1742)
  - Teil 4 (1743)
- Band II, Teile 1–4 (1743)
  - Teil 1 (1746)
  - Teil 2 (1746)
  - Teil 3 (1747)
  - Teil 4 (1752)
- Band III, Teile 1–4 (1752)
- Band IV, Teil 1 (1754)